# Ajoène
L'ajoène est un composé organo-sulfuré présent dans l'ail (Allium sativum). Son nom dérive de "ajo", le mot espagnol pour l'ail. Il est trouvé comme un mélange de ces deux stéréoisomères, E- et Z-4,5,9-trithiadodéca-1,6,11-triène 9-oxyde.
L'ajoène est un disulfure insaturé formé par la liaison de trois molécules d'allicine, l'allicine est le thiosulfinate qui donne à l'ail son odeur et son parfum. La formation de l'ajoène se fait quand l'allicine est dissoute dans différents solvants et même dans de l'huile alimentaire. L'ajoène est aussi trouvé dans l'extrait d'ail. il est plus stable et plus abondant dans de l'ail haché et macéré dans de l'huile alimentaire,.

## Chimie
Chimiquement, du fait de l'asymétrie de l'atome de soufre du groupe sulfinyl (sulfoxyde), chaque stéréoisomère de l'ajoène est chiral et se présente sous la forme de deux énantiomères, R et S. Ainsi il existe quatre diastéréoisomères de l'ajoène:
- S,E-ajoène et R,E-ajoène
- S,Z-ajoène et R,Z-ajoène

## Propriétés médicinales
Des études scientifiques ont trouvé que l'ajoène a de nombreuses propriétés médicinales,. Il agit comme antioxydant, en inhibant la libération de radicaux superoxyde. L'ajoène a également des propriétés antithrombique (anti-coagulation), qui aident à prévenir l'agglutination des plaquettes du sang et la formation de caillots sanguins ce qui pourrait réduire le risque de maladie cardiaque (infarctus) et d'AVC chez l'homme. Dans ce cadre, il a également été montré que l'ajoène inhibait la lipase gastrique humaine d'où une réduction de l'assimilation des lipides alimentaires.
L'ajoène est aussi connu pour avoir un effet antimicrobien à large spectre (bactéricide et antifongique) efficace, par exemple, pour la prévention des infections à Candida albicans (levure) et le traitement du pied d'athlète (tinea pedis). De plus, l'ajoène a montré une activité contre la croissance de cellules tumorales, en ciblant les microtubules du cytosquelette de ces cellules. En revanche aucune activité anti-HIV n'a été détecté.